# Rojas (partido)
Pour les articles homonymes, voir Rojas.
Rojas est un partido de la province de Buenos Aires fondé en 1777 dont la capitale est Rojas.